# せつな (2005年の映画)
『せつな』（英題：Setsuna）は、高原秀和監督の日本映画。

## 概要
2005年12月9日に『ロリ色の誘惑 させたがり』のタイトルで成人映画として公開。主演の綾瀬つむぎは本作がデビュー作となり、濡れ場やヌードシーンを体当たりで演じた。DVDソフト化の際、タイトルが『せつな』に改められR15レーティング仕様に編集された。2007年3月23日にはエンディングで裸で走るシーンが無修正となった「ヘア無修正版」がインターフィルムより発売。以降はそちらがスタンダードな公開バージョンとなっている。

## ストーリー
人は歩くのをやめない。誰に向かって。どこに向かって。21歳の月島せつなは恋人と同棲しながら、健康食品販売会社で働いている。美貌からストーカーに追われることもあるものの、気にしなければいい、なんとかなるだろうと思い暮らしていた。自身の売る商品に胡散臭さを感じ、また給料が未払いとなっていても主張することをせず、流されて生きていた。
恋人の浮気、母との久々の再開や職場の社長・長倉とのやりとりなど、不器用すぎる生き方を送る彼らと出会い、トラブルに巻き込まれながら、せつなは自分の殻を一枚ずつはぎとるように自分自身を成長させていく。
困難にぶつかっても人は走る。何かに追われ、何かを求め。せつなはなぜ走るのだろうか。

## 登場人物
月島せつな
演 ‐ 綾瀬つむぎ
21歳。物分かりがよく、求められることに安心してしまう性分。普段着はスカジャン。販促の仕事ではパンダの着ぐるみを着る。吐き出すことを覚えてからは人を殴ることで胸の内を解消している。
竹内純一
演 ‐ 荒川仁彦
つむぎの恋人。口癖は「俺がいるから大丈夫」。
長倉毅
演 ‐ 那波隆史
健康食品会社社長。便秘解消ドリンク「エロティックロード」。黒酢飲料「ちいっ酢元気っ酢」など怪しい健康医療を販売する。販促ではだいこんちゃんの着ぐるみを着用。既婚者ではあるが別居中。せつなと心中しようとするが失敗。EDのため性交も失敗する。
原田あい子
演 ‐ 合沢萌
純一の元カノ。マージャン店勤務。
加藤勇次
演 ‐ 小林でび
せつなのストーカー。ヒョウ柄のコートを着るなど怪しい風貌。せつなに行動を注意され、正面切って告白したことで、体を縛ってもらう夢をかなえる。
五十嵐ゆりえ
演 ‐ 奈津子
健康食品で路上販売するアルバイト。給料未払いを長倉に訴え辞職。販促ではクマの着ぐるみを着る。
戸村妙子
演 ‐ 村松恭子
せつなの実母。せつなの父とは離婚しており劇中では「4度目の結婚に失敗」と説明。自身も彼氏を求めて幼いころにせつなを手放し、娘とは時たま連絡を取り合う間柄。

## スタッフ
- 監督：高原秀和
- 企画：朝倉大介
- プロデューサー：福俵満、森田一人、臼井一郎
- 脚本：永元絵里子
- 撮影：飯岡聖英
- 編集：酒井正次
- 録音：Cinema Sound Works
- 助監督：伊藤一平
- 製作協力：Vパラダイス
- 製作：国映、新東宝映画
- 配給：新東宝映画